# Klinik (musikgrupp)
The Klinik är ett belgiskt syntband som bildades 1985. Bandet har haft ett flertal medlemmar, men dess klassiska uppsättning består av Marc Verhaeghen (instrument) och Dirk Ivens (sång). Verhaeghen och Ivens arbetade under många år som hamnarbetare i Antwerpen.
Bandet är en av den moderna belgiska experimentella musikens pionjärer, och kombinerade säregna ljud med brutala rytmer, minimalistiska texter och närmast gastkramande ljudbilder. Ett kännetecken på The Kliniks musik är Verhaeghens distade trumpetspel som förekommer ofta i låtarna.
Live uppträdde The Klinik ofta iklädda bandagerade huvuden och långa svarta läderrockar vilket medförde att det var omöjligt att urskilja personerna i bandet. På konserterna förevisades alltid en videoshow, utvecklad för att passa ihop med musiken. Beroende på texten eller budskapet i en låt förevisades exempelvis exploderande bomber, parader och marscher, scener ur barnförbjudna filmer, med mera.

## Historik
Inspirerad av grupper som Suicide, Deutsch-Amerikanische Freundschaft, och den brittiska Industrial-scenen bildade Dirk Ivens 1980 bandet Absolute Body Control. Den första egna singeln, Is there an Exit? blev en stor lokal undergroundhit. Efter en tid kom Eric van Wonterghem med i bandet, och tillsammans släppte de under de nästkommande åren 4 kassetter, alla på deras egen label Body Records.
1984 gjorde Absolute Body Control och två andra likasinnade belgiska band en gemensam samlingskassett. De andra banden var Klinik, bestående av Marc Verhaeghen, och The Maniacs, bestående av Sandy Nys. Detta samarbete mellan de tre banden fick det sammansatta namnet Absolute Controlled Clinical Maniacs. En av kassetterna letade sig fram till Norge, där de fick erbjudande om att genomföra en gemensam miniturné i mars 1985. Uppmuntrade av framgången efter turnén bestämde de sig för att fortsätta jobba ihop, men nu under det mer enklare namnet The Klinik. Sandy Nys lämnade dock bandet tämligen snart.
Första albumet Sabotage kom ut senare samma år. På skivan finner man dels studioinspelade låtar med The Klinik, och dels livelåtar med Absolute Controlled Clinical Maniacs (bland annat från Norgeturnén). Skivan spelades in med minimal budget. Vid tidpunkten var The Klinik nästan helt okända i Belgien och skivan trycktes i endast 500 exemplar för distribution till musikjournalister och radiostationer. Reaktionen blev dock över förväntan och bandet väckte stort intresse och nyfikenhet. Uppmärksamheten ledde till fler spelningar, men på grund av att Eric van Wonterghem ofta var tvungen att arbeta på lördagar kunde han sällan delta. Till följd av detta lämnade han bandet och The Klinik förvandlades till den klassiska duon Ivens och Verhaeghen.
1986 gav gruppen ut en gemensam skiva med holländska De Fabriek, Melting Close. Även denna finansierades privat och trycktes endast 500 exemplar. Senare samma år tackade bandet ja till skivkontrakt med belgiska Antler Records (se Antler-Subway Records) och släppte omgående maxisingeln Pain and Pleasure.
1987 släppte Antler Records The Kliniks två första album som nyutgåva, en tresidig nyutgåva som innebar en vanlig LP och en enkelsidig LP i samma förpackning. Denna nyutgåva, som helt enkelt fick heta Melting Close + Sabotage, följdes av maxisingeln Fear och albumet Plague. Från och med dessa skivor skulle Verhaeghens fru, Sabine Voss, stå för all layout på The Kliniks skivomslag.
1990 kom en box med The Klinik bestående av tre vinylskivor med gammalt outgivet material, samt en 30-sidig booklet med spektakulära fotografier, utformad av Sabine Voss. I slutet av 1990 kom maxisingeln Black Leather. Under samma period skapade Ivens soloprojektet Dive som beskrivits som mer rått och primitivt än The Klinik. Ivens släppte skivorna på Absolute Body Controls gamla label, Body Records.
Våren 1991 kom albumet Time, vilket skulle bli The Kliniks sista skiva som duon Dirk Ivens och Marc Verhaeghen. I april samma år splittrades bandet. Ivens gick vidare med sitt nya projekt Dive medan Verhaeghen fortsatte göra musik under namnet The Klinik, ibland i samarbete med andra musiker. Verhaeghens fortsättning med The Klinik kan beskrivas som instrumentell mörk ambient techno, där man i bakgrunden ibland kan urskönja bandets säregna sound från åttiotalet. 
Ivens och Verhaeghen återförenades för några spelningar 2003–2004. En av dessa släpptes som livealbum i september 2004, Live at Wave-Gotik-Treffen. Därefter fortsatte Klinik periodvis att uppträda under resten av 00-talet och 2010-talet. Verhaeghen har dock periodvis varit sjuk och ersattes på scenen av Borg från Vomito Negro. Klinik spelade i Sverige på Tinitus-festivalen 2009 och på Bodyfest 2011. Deras sista spelning i Sverige var i Stockholm den 30 augusti 2014

## Medlemmar
- Marc Verhaeghen (1981–)
- Ivo W. Dirkx (1981-82)
- Dirk Ivens (1985–1991)
- Eric van Wonterghem (1985)
- Sandy Nys (1985)
- Mark "Merlin" Burghgraeve (1981–82, 1995, 2017-)
- Thorsten Stroth (1995)
- Tom Claes (1996)
- Stefan Mertes (1996)
- Nickanor (2002)
- Peter "Borg" Mastbooms (2009-2014)

## Diskografi
- Sabotage LP (3RIO 1985)
- Melting Close MLP (De Fabriek 1986)
- Walking With Shadows MLP (Auxilio De Cientos 1986)
- 'Pain and Pleasure' 12" (Antler 1986)
- Melting Close & Sabotage DLP/CD (Antler 1987)
- 'Fear' 12" (Antler 1987)
- Plague LP (Antler 1987)
- The Klinik samlings-CD (1988)
- "Fever" 12" (Antler 1989)
- Face to Face CD/LP (Antler 1989)
- "Insane Terror/A Sign" 7" (1989)
- The Klinik (Box) 3LP/DCD (Antler 1990; återutgiven på Hands Productions 2004)
- Black Leather 12"/CD (Antler-Subway 1990)
- Time LP/CD (Antler-Subway 1991)
- States samling, LP/CD (Antler-Subway 1991)
- Braindamage CD (Bootleg 1992)
- Contrast CD (Antler 1992)
- Brain EP/CD (1993)
- Live CD/video (1993)
- To The Knife CD (Zoth Ommog 1995)
- Stitch CD (Off Beat 1995)
- Touch EP (1996)
- Awake CD (Off Beat 1996)
- Blanket of Fog CD (Off Beat 1998)
- End of the Line samlingsbox, 4 CD (Dependent 2001)
- Sonic Surgery CD (Hands Productions 2002)
- Akhet DCD (Hands Productions 2003)
- Dark Surgery CD (Hands Productions 2004)
- Live at Wave-Gotik-Treffen 2004 CD (Hands Productions 2004)
- Klinik 7 Vidna Obmana: Gluttony CD (Hands Productions 2005)
- Klinik 7 Vidna Obmana: Greed CD (Hands Productions 2006)
- Nineties samling, CD (Hands Productions 2007)
- Projects samling, CD (Hands Productions 2008)
- Eat Your Heart Out LP/CD (Out Of Line 2013)
- The Klinik 84 91 samlingsbox, 8 CD (Out Of Line 2014)
- Reset digitalt album (egenutgivning på Bandcamp, 2017-2018)[1]